# 스피드웨이 프리미어리그
스피드웨이 프리미어리그(Premier League)는 영국의 최상위 자동차 경주 리그이다.

## 2011시즌 참가팀
- 버윅 밴디츠
- 에딘버그 모나키스
- 글라소우 타이거스
- 입스위치 위치스
- 레이스쳐 라이온스
- 뉴캐슬 다이아몬즈
- 뉴포트 와습스
- 플라이마우스 데빌스
- 레드카 베어스
- 라이 하우스 로켓츠
- 스컨트로프 스콜피온스
- 셰필드 타이거스
- 서머셋 레벨스
- 워킹톤 코멧츠

## 역대 우승 팀
| 시즌 | 우승               | 준우승             |
| 1995 | 이스트본 이글스    | 브레드포드 더크스  |
| 1996 | 울버햄프턴 울브스  | 피터보로우 팬더스  |
| 1997 | 리딩 레이서스      | 롱 에턴 인베이더스 |
| 1998 | 피터보로우 팬더스  | 리딩 레이서스      |
| 1999 | 셰필드 타이거스    | 뉴포트 와습스      |
| 2000 | 엑스터 펠콘스      | 스윈돈 로빈스      |
| 2001 | 뉴캐슬 다이아몬즈  | 훌 바이킹스        |
| 2002 | 셰필드 타이거스    | 뉴캐슬 다이아몬즈  |
| 2003 | 에딘버그 모나키스  | 셰필드 타이거스    |
| 2004 | 훌 바이킹스        | 워킹톤 코멧츠      |
| 2005 | 라이 하우스 로켓츠 | 버윅 밴디츠        |
| 2006 | 킹스 린 스타즈     | 셰필드 타이거스    |
| 2007 | 라이 하우스 로켓츠 | 셰필드 타이거스    |
| 2008 | 에딘버그 모나키스  | 서머셋 레벨스      |
| 2009 | 킹스 린 스타즈     | 에딘버그 모나키스  |
| 2010 | 에딘버그 모나키스  | 뉴캐슬 다이아몬즈  |
| 2011 | 글라소우 타이거스  |                    |